# Justicia edgarcabrerae
Justicia edgarcabrerae är en akantusväxtart som beskrevs av T.F.Daniel, Carnevali och Tapia. Justicia edgarcabrerae ingår i släktet Justicia och familjen akantusväxter. Inga underarter finns listade i Catalogue of Life.